# 파블로 모랄레스
파블로 모랄레스(Pablo Morales, 1964년 12월 5일 ~ )는 전 미국의 수영 선수이다.
시카고에서 태어나 캘리포니아주 새너제이에 있는 밸러마인 칼리지에서 수학하였다. 1984년 로스앤젤레스 올림픽에서 1개의 금메달(400m 혼계영)과 2개의 은메달(100m 접영과 200m 개인혼영)을 땄으며, 올림픽 선발 시합에서 100m 접영 세계 기록은 물론 릭 캐리, 스티브 룬드퀴스트, 라우디 게인스와 함께 계영 기록을 세웠다.
1988년 서울 올림픽 출전에 실패하여, 코넬 대학교에서 법학 학위를 따기 위해 은퇴하였다. 그러나 1992년 바르셀로나 올림픽에 수영 팀 주장으로서 복귀하면서 100m 접영 금메달을 획득하였다.
현재 네브래스카 대학교 링컨에서 여자 수영과 다이빙 팀의 총감독으로 있다.

## 같이 보기
- 올림픽 다관왕 목록
- 올림픽 수영 남자 메달리스트 목록
- 수영 접영 100m 세계 기록 추이
- 수영 혼계영 400m 세계 기록 추이